# Juan de Cervantes
Juan de Cervantes (né vers 1380 à Lora del Rio en Espagne, et mort à Séville, le 25 novembre 1453) est un cardinal espagnol du XVe siècle.

## Biographie
Juan de Cervantes étudie à l'université de Salamanque. Il est chanoine à Palencia, abbé commendataire de l'abbaye de Hermida et nommé archidiacre de Calatrava par l'antipape Benoît XIII. De Cervantes est nommé archidiacre de Séville et procurateur du roi de Castille à la curie romaine en 1419. Il reçoit l'absolution de pape Martin V pour avoir négocié avec l'antipape Benoît XIII et est nommé référendaire apostolique en 1420. De Cervantes est chanoine à Burgos et abbé commendataire de Salas à Burgos.
Le pape Martin V le crée cardinal lors du consistoire du 24 mai 1426. Le cardinal Cervantes est nommé évêque de Tuy en 1430 et est nommé archidiacre de Talavera. De Cervantes a beaucoup de prestige et d'autorité au concile de Bâle. Avec le cardinal Albergati, il est envoyé à Florence pour récupérer des pays de l'Église, mais la mission ne réussit pas. En 1436 il est envoyé par le pape au concile de Bâle. À partir de 1437 (ou 1438) il est administrateur d'Avila, à partir de 1441 administrateur de Ségovie et à partir de 1449 administrateur de Séville. De Cervantes est légat du pape en Lombardie et est nommé doyen du collège des cardinaux en 1446. En 1452 il est nommé légat a latere près du roi d'Angleterre à négocier la paix avec la France.
De Cervantes ne participe pas au conclave de 1431 (élection d'Eugène IV), ni à ceux de 1439 à Bâle (élection de l'antipape Félix V) et de 1447 (élection de Nicolas V).